# Война на Тройния съюз
Войната на Тройния съюз е военен конфликт в Южна Америка, състоял се в периода 1864 – 1870 г., между Парагвай и Тройния съюз на Аржентина, Бразилия и Уругвай. Войната нанася повече човешки загуби, отколкото всяка друга война в съвременната военна история на Южна Америка, като най-засегнат е Парагвай, където е причинена смъртта на по-голямата част от мъжкото население.
Конфликтът е известен в Аржентина и Уругвай под името Война на Тройния съюз (на испански: Guerra de la Triple Alianza). В Бразилия, тя е наричана Парагвайската война (на португалски: Guerra do Paraguai), докато в самия Парагвай е известна като Великата война (на испански: Guerra Grande) или Войната срещу Тройния съюз (на испански: Guerra contra la Triple Alianza).
Има няколко теории относно причините за войната. В традиционните възгледи, най-подчертавана е агресивната политика на парагвайския президент Франсиско Солано Лопес по отношение на басейна на Ла Плата. От друга страна, общоприетото мнение в Парагвай и аржентинският исторически ревизионизъм от 60-те години на 20 век предоставят водеща роля на интересите на Британската империя. Войната започва в края на 1864 г. с въоръжени сблъсъци между Бразилия и Парагвай – едва от 1865 г., с влизането в конфликта и на другите страни, може да се отнесе правилно като „Война на Тройния съюз“.

## Предистория

### Парагвай преди войната
Началото на войната е приписвано на многобройни и разнообразни причини – последствията от колониализма в Латинска Америка, борбата на страните за надмощие върху стратегическия регион Рио де ла Плата, бразилската и аржентинската намеса във вътрешната политика на Уругвай, британските икономически интереси в района, както и експанзионистките амбиции на Солано Лопес. Също така в продължение на много години Парагвай води гранични и митнически спорове с Аржентина и Бразилия.
Историците отдавна са на мнение, че по време на управлението на Хосе Гаспар Родригес де Франсия (1813 – 1840) и Карлос Антонио Лопес (1841 – 1862), Парагвай се развива по съвсем различен начин от другите държави в Южна Америка. Целта на двамата диктатори е да се насърчи самостоятелното икономическо развитие на Парагвай, чрез налагане на изолация от съседните страни.
Режимът на фамилията Лопес се характеризира със силен централизъм, без никакви изгледи за създаването на реално гражданско общество. На практика няма разлика между публичния и частния сектор, и семейство Лопес управлява страната като свой собствен голям поземлен имот.
Парагвайското правителство упражнява контрола си върху целия износ. Експортът на мате и дървесни продукти поддържа баланса на търговията между Парагвай и външния свят. Правителството е настроено изключително протекционистки, никога не приема заеми отвън, и на практика отказва внос на чуждестранни продукти, чрез налагането на високи митнически мита. Франсиско Солано Лопес, син на Карлос Антонио Лопес, заменя баща си като Президент-диктатор през 1862 г. и продължава политиката му.
В областта на военното дело обаче, Солано Лопес модернизира и разширява индустрията и парагвайската армия по начин, който да доведе до война в дългосрочен план. Парагвайското правителство наема повече от 200 чуждестранни специалисти, които инсталират телеграфи и построяват железопътни линии за подпомагане на разрастващите се производства на стомана, текстил, хартия, мастило, оръжия, барут и др., както и на строежа на речни военноморски съдове.
В леярната в Ибикуи, завършена през 1850 г., се произвеждат оръдия, мортири и патрони от всички калибри. В пристанището на Асунсион се строят военни кораби.
Този промишлен и военен растеж изисква контакти с международните пазари, а Парагвай е страна без излаз на море. Пристанищата са речни, и на корабите се налага да пътуват по реките Парагвай и Парана, за да достигнат до устието на Рио де ла Плата (между Аржентина и Уругвай) и Атлантическия океан. Президентът Солано Лопес формулира план за получаване на пристанища на океана: неговият вероятен замисъл за създаването на „Велик Парагвай“, е чрез отнемането на бразилската територия, която отделя Парагвай от Атлантика. В противовес на тази гледна точка за парагвайския експанзионизъм, през 1960-те и 1970-те години много историци твърдят, че войната на Тройния съюз е причинена от въздействието на британците, които се нуждаят от нов източник на памук, поради продължаващата гражданска война в САЩ. Това твърдение е в противоречие с резултатите от други исторически изследвания – британското влияние е оспорено от няколко труда, публикувани от 1990 г. насам.
Лопес пристъпва енергично към подготвянето на голяма армия. Той насърчава развитието на военната промишленост, мобилизира допълнително големи контингенти (задължителната военна служба вече съществува в Парагвай), които преминават интензивно военно обучение, и построява укрепления в устието на река Парагвай.
В полето на дипломацията, Лопес търси съюз с управляващата в Уругвай Национална партия – там партията Колорадо е свързана с Бразилия и Аржентина.
През 1864 г. парагвайският президент смята, че съотношението на силите е застрашено, тъй като Бразилия се намесва във вътрешната политика на Уругвай и местната борба за лидерство. Това е непосредственият повод, който води до обявяването на война от Лопес на Бразилия.
Първоначално Аржентина заема неутрална позиция, и влиза във войната, когато парагвайците нахлуват в аржентинската провинция Кориентес. Това се случва, когато Бартоломе Митре отхвърля искането за Лопес за преминаването на парагвайски войски през територията на Аржентина, за да се бият в Уругвай срещу Бразилия.

### Политика за Рио де ла Плата
От началото на независимостта на Бразилия и Аржентина, борбата за хегемония в района на Рио де ла Плата между правителствата в Буенос Айрес и Рио де Жанейро бележи дълбоко дипломатическите и политическите отношения между двете страни. Те вече са водили два въоръжени конфликта – войната от 1825 – 1828 г. и Платинската война през 1851 г.
Бразилия, все още по време на управлението на португалците, е първата страна, която признава независимостта на Парагвай – през 1811 г. От 1829 до 1852 г. Аржентина е управлявана от Хуан Мануел Росас, общ враг на Бразилия и Парагвай, и бразилците допринасят за подобряването на укрепленията и развитието на парагвайската армия, изпращат специалисти и техническа помощ на Асунсион. Тъй като няма пътища, свързващи провинция Мату Гросу с Рио де Жанейро, бразилските кораби трябва да пътуват през парагвайска територия, изкачвайки се срещу течението на река Парагвай, за да стигнат до Куяба. Често пъти обаче, бразилците срещат затруднения от страна на правителството в Асунсион при получаването на разрешение за плаване.
Бразилия извършва три политически и военни интервенции в Уругвай: през 1851 г. – срещу Мануел Орибе и против аржентинското влияние в страната, през 1855 г. – по искане на уругвайското правителство и Венансио Флорес, лидер на партията Колорадо, която традиционно е поддържана от Бразилската империя, и през 1864 г. – срещу Атанасио Агире. Последната намеса е поводът за Войната на Тройния съюз.

### Интервенцията срещу Агире
През април 1864 г., Бразилия изпраща дипломатическа мисия в Уругвай, водена от Жузе Антониу Сарайва, която да изиска изплащане на щетите, причинени на земеделски производители гаучоси в пограничните конфликти с уругвайските фермери. Уругвайският президент Атанасио Агире от Националната партия, отхвърля претенциите.
Солано Лопес предлага себе си за посредник, но е отхвърлен като вариант от бразилците. Лопес веднага прекъсва дипломатическите отношения с Бразилия – през август 1864 г., и обявява, че евентуална окупация на Уругвай от бразилски войски би била нападение срещу равновесието на силите в Рио де ла Плата.
На 12 октомври, бразилските войски нахлуват в Уругвай. Последователите на водача на Колорадската партия – Венансио Флорес, който се ползва с подкрепата на Аржентина, се обединяват с бразилските военни части и свалят Агире от власт.

## Ход на войната

### Съотношение на силите
При нападението на Бразилия, уругвайската Национална партия иска помощ от Солано Лопес, но Парагвай не изпраща директно помощ на съюзника си. Вместо това, на 12 ноември 1864 г. парагвайския кораб Tacuari пленява бразилския съд Marquês de Olinda, който плава по река Парагвай до провинция Мату Гросу. Парагвай обявява война на Бразилия на 13 декември, а на Аржентина три месеца по-късно, на 18 март 1865 година. Уругвай, вече управляван от Венансио Флорес, се присъединява към Бразилия и Аржентина.
В началото на войната, военните сили на Тройния съюз са по-малобойни от тези на Парагвай. Според историци-ревизионисти, на този етап парагвайската армия има повече от 60 000 добре обучени войници, 38 000 от които са непосредствено готови за сражения, и военноморска ескадра от двадесет и три парахода (наричани vapores) и пет речни кораба, заедно с канонерката Tacuari. Нейната артилерия включва около 400 оръдия.
Някои от последните проучвания обаче показват различна картина – въпреки че парагвайските сили са приблизително между 70 000 и 100 000 души в началото на конфликта, те са зле оборудвани. По-голямата част от въоръжението на пехотата се състои от неточни Гладкоцевни оръжия|гладкоцевни пушки и карабини, бавно презареждащи и с малък обсег. Същото се отнася и за артилерията. Офицерите не са преминали обучение и нямат опит. Не съществува командна система, тъй като всички решения се взимат еднолично от Лопес. Храната, боеприпасите и въоръжението са оскъдни, материално-техническото обезпечение и медицинската помощ са недостатъчни, ако въобще съществуват.
Все пак, войските на Бразилия, Аржентина и Уругвай са малка част от общия размер на парагвайската армия. Аржентина има около 8500 редовни войници и военноморска ескадра от четири парахода и един галиот. Уругвай влиза във войната с по-малко от 2000 души и без никакъв флот. Много от 16-те хиляди войници на Бразилия първоначално са разположени в южните ѝ гарнизони. Бразилското предимство е във флотата: 42 кораба с 239 оръдия и около 4000 души добре обучен екипаж. Голяма част вече е съсредоточена в басейна на Рио де ла Плата, където, под командването на Жуаким Ма̀ркис, са действали в намесата срещу Агире.
Бразилия обаче не е готова да води война. Нейната армия е неорганизирана – войските, използвани в интервенцията в Уругвай се състоят само от въоръжени отряди на политици гаучоси и части на Националната гвардия. Бразилската пехота, която воюва във войната на Тройния съюз, не е съставена от професионални войници, а от доброволци, така наречените Voluntarios da Patria (Доброволци на отечеството). Армията е набирана предимно от безимотни, чернокожи и хора от бедните прослойки. Кавалерията е сформирана от Националната гвардия на Риу Гранди ду Сул. От края на 1864 до 1870 г., по време на войната воюват около 146 000 бразилци, докато 18 000 войници от Националната гвардия остават да защитават бразилската територия. От воювалите войници 10 025 са разположени в уругвайската територия през 1864 г., 2047 са в провинция Мату Гросу, 55 985 са доброволци на отечеството, 60 009 са от Националната гвардия, 8570 са бивши роби – освободени, за да бъдат записани в армията, и 9177 души флотски персонал.
На 1 май 1865 г., Бразилия, Аржентина и Уругвай подписват Договора на Тройния съюз в Буенос Айрес, обединявайки се срещу Парагвай. За върховен главнокомандващ на съюзническите войски е избран Бартоломе Митре, президентът на Аржентина.

### Парагвайската офанзива
Парагвай поема инициативата по време на първата фаза на войната. Войските на Лопес диктуват местата на първоначалните сражения – те нахлуват на север в Мату Гросу през декември 1864 г., на юг в Риу Гранди ду Сул през първите месеци на 1865 г. и в аржентинската провинция Кориентес.
Две колони парагвайски войски нахлуват в Мату Гросу едновременно. Поради численото превъзходство на нападателите, провинцията бързо е овладяна.
Пет хиляди души, под командването на полковник Висенте Бариос и транспортирани в десет кораба, се придвижват по река Парагвай и атакуват укрепения форт Нова Коимбра. Гарнизонът от 155 души оказва съпротива в продължение на три дни, под командването на подполковник Ерменежилду ди Албукерке Порту Кареру. Когато изчерпват амунициите си, защитниците на крепостта я изоставят и се оттеглят нагоре по реката към Корумба̀, на борда на кораба Anhambai (Анамбаи). След като заема празния форт, парагвайците напредват на север, превземайки през януари 1865 г. градовете Албукерке и Корумба.
Втората колона, водена от полковник Франсиско Исидоро Рескуин и включваща четири хиляди души, прониква в южните райони на Мату Гросу и изпраща малък отряд да атакува укреплението при Дорадус. На 29 декември 1864 г., отрядът, воден от майор Мартин Урбиета, среща ожесточена съпротива от лейтенант Антониу Жуау Рибейру и неговите 16 души, който загиват, без да отстъпят. Парагвайците продължават към Ниуаки и Миранда, разбивайки войските на полковник Жузе Диас да Силва. През април 1865 г. е превзет Кошим.
Парагвайските сили, независимо от победите си, не продължават настъплението към Куяба, столицата на провинцията, за чиято защита Аугусту Левергер укрепва лагера си при Мелгасу. Основната цел на парагвайците е да отклонят вниманието на бразилското правителство на север, а в същото време войната да се води на юг, близо до Рио де ла Плата. Навлизането в Мату Гросу е отвличаща маневра от тяхна страна.
Инвзията в Кориентес и Риу Гранди ду Сул е втората фаза от парагвайската офанзива. За да увеличат подкрепата от страна на уругвайската Национална партия, парагвайските войски трябва да преминат през аржентинска територия. През март 1865 г., Лопес иска разрешение от аржентинското правителство за преминаването на армия от 25 000 души (начело с генерал Венсеслау Роблес) през провинция Кориентес. Президентът на Аржентина, Бартоломе Митре, съюзник на Бразилия в намесата в Уругвай, отказва.
На 18 март 1865 г. Парагвай обявява война на Аржентина. Парагвайската ескадра слиза по река Парана и задържа аржентинските кораби в пристанището на Кориентес. Войските на генерал Роблес превземат града.
С нахлуването в Кориентес, Лопес цели да получи подкрепата на аржентинския каудильо Хусто Хосе де Уркиса, губернатор на провинциите Кориентес и Ентре Риос, и водач на враждебно настроените към Митре и правителството в Буенос Айрес федералисти. Парагвайците напредват около 200 километра на юг, преди провала на офанзивата им.
Заедно с войските на Роблес, през май 1865 г. войска от 10 хиляди мъже, начело с подполковник Антонио де ла Крус Естигарибия пресича аржентинската граница, южно от Енкарнасион, и се придвижва към Риу Гранди ду Сул. Парагвайците напредват по река Уругвай и на 12 юни превземат град Сау Боржа. По на юг, Уругуаяна е превзет на 5 август без сериозна съпротива.

### Бразилската реакция
Бразилия незабавно изпраща войски против нашествениците в Мату Гросу. Колона от 2780 души, командвана от полковник Мануел Педру Драгу, тръгва от Убераба в Минас Жерайс през април 1865 г., и пристига в Кошим през декември, след труден марш от повече от две хиляди километра през четири провинции. Но дотогава парагвайците са изоставили града. Драгу пристига в Миранда през септември 1866 г., но намира и този град изоставен от врага. През януари 1867 г., полковник Карлус ди Мораис поема командването на колоната (сега останала само с 1680 души) и решава да нахлуе на парагвайска територия, където достига до Лагуна. Експедицията е принудена да се оттегли от парагвайската кавалерия.
Въпреки усилията на войските на полковник Мораис и съпротивата в региона, която успява да освободи град Корумба̀ през юни 1867 г., Мату Гросу остава под контрола на парагвайците. Те се оттеглят едва през април 1868 г., за да придвижат войските си на главния театър на бойните действия, в южната част на Парагвай.
Връзките в басейна на Ла Плата се осъществяват единствено по реките – по това време съществуват твърде малко пътища в района. Този, който контролира реките, има преимущество, затова парагвайските укрепления са построени по долната част на река Парагвай. На 11 юни 1865 г., тук се състои решаващата речна битка при Риачуело. Бразилският флот, под командването на Франсиску Мануел Барозу да Силва печели сражението, унищожавайки силната парагвайска ескадра, и ликвидира постоянната заплаха от окупиране на аржентинските територии от страна на парагвайците. Битката на практика решава изхода на войната в полза на Тройния съюз, който, оттогава нататък, контролира реките в басейна на Ла Плата.
Докато Лопес оттегля войските, окупирали провинция Кориентес, парагвайските части, заели Сау Боржа, напредват към Итакуи и Уругуаяна. Отделна дивизия от 3200 души, която продължава към Уругвай, под командването на генерал Педро Дуарте, е победена от Флорес в кървавата битка при Жатаѝ, на десния бряг на река Уругвай.
Съюзническите войски се обединяват под командването на Митре в лагера при Конкордия, в аржентинската провинция Ентре Риос, с фелдмаршал Мануел Луис Осориу начело на бразилската армия. Част от войските, водени от генерал-лейтенант Мануел Маркис ди Соуса, барон на Порту Алегри, са оставени да подсилят Уругуаяна. На 18 септември 1865 г., парагвайците се оттеглят.
През следващите месеци, те са прогонени и от градовете Кориентес и Сау Косме, единствените аржентински територии, които все още са в ръцете на Парагвай. До края на 1865 г., силите на Тройния съюз са в настъпление. Техните армии наброяват повече от 50 000 души и са готови да нахлуят в Парагвай.
На 12 септември 1866 г., Лопес кани Митре на преговори в Ятаити Кора. Парагвайският диктатор разбира, че губи войната и е готов да подпише мирен договор със съюзниците. Съгласие обаче не е постигнато, тъй като условията на Митре за предаване са всички клаузи на тайния Договор на Тройния съюз да бъдат изпълнени – нещо, на което Лопес отказва. Член 6 от Договора не само не предоставя възможност за примирие или мир, но също така уточнява, че войната трябва да продължи, докато сегашното правителство на Парагвай престане да съществува, което на практика означава смъртта на Лопес.

### Под командването на Кашиас
На 10 октомври 1866 г., начело на бразилските сили е изпратен маршал Луис Алвис ди Лима е Силва, маркиз и по-късно херцог на Кашиас, който пристига в Парагвай през ноември и намира бразилската армия практически парализирана. Контингентът от аржентинци и уругвайци, силно намалял поради болести, е откъснат от останалата част от съюзническите армии. Митре и Флорес се завръщат в страните си, поради вътрешно-политически въпроси. Тамандарѐ е заменен от адмирал Жоаким Жузе Инасиу, бъдещия виконт на Инау̀ма. Осориу организира трети бразилски корпус в Рио Гранди ду Сул, с численост 5000 души. В отсъствието на Митре, Кашиас поема общото командване и преструктурира армията.
Между ноември 1866 и юли 1867 г., маршалът организира медицинската структура (за оказване на помощ на многобройните ранени войници и за борба с епидемията от холера) и система за снабдяване на войските. В този период, военните действия са ограничени до епизодични схватки с парагвайците и бомбардировки над Курупаити. Лопес се възползва от дезорганизацията на врага и подсилва крепостта си в Умаита.
Маршът за обхождане откъм фланга на лявото крило на парагвайските укрепления служи като основа на тактиката на Кашиас. Маршалът иска да заобиколи крепостите, да пререже връзките между Асунсион и Умаита, и накрая да обкръжи парагвайците. За тази цел, войските на Кашиас се придвижват към Туиу-Куѐ. Но Митре, който отново е застанал начело през август 1867 г., настоява за атакуване на дясното крило – стратегия, която преди това е дала катастрофален резултат при Курупаити. Там, под неговите заповеди, бразилска кавалерийска част си пробива път край Курупаити, но е спряна при Умаита. Отново настъпва разделяне на командването: Митре иска да продължи, но бразилците вместо това превземат Сау Солану, Вила ду Пилар и Таи, изолирайки Умаита от Асунсион. Лопес реагира, като атакува ариергарда на съюзниците в Туиюти, но претърпява нови загуби.
С оттеглянето на Митре през януари 1868 г., Кашиас отново поема командването и решава да заобиколи Курупаити и Умаита – маневра, извършена с успех от ескадра под командването на капитан Делфим Карлус ди Карвалю, по-късно барон на Пасажем. Крепостта Умаита пада чак на 25 юли, след продължителна обсада.
По пътя си към Асунсион, армията на Кашиас изминава 200 километра до Палмас, спирайки на река Пикисири. Тук Лопес е концентрирал 18 000-на армия в укрепена линия, която използва особеностите на терена и е в помощ на крепостите Ангостура и Ита̀-Ибатѐ. Отказвайки се от фронтална атака, Кашиас дава заповед за т.нар. Маньовър при Пикисири. Докато една ескадра атакува Ангостура, маршалът придвижва армията си на дясната страна на реката. Той нарежда построяването на път през блатата на Чако, по който войските напредват на североизток. При Вилета, армията отново преминава реката, зад укрепената парагвайска линия. Вместо да напредне към столицата, вече бомбардирана и евакуирана, Кашиас потегля на юг и атакува парагвайските войски в гръб.
С тази маневра, през декември 1868 г. съюзниците печелят редица победи, превземайки Итороро̀, Аваѝ, Ломас Валентинас и Ангостура. На 24 декември, тримата командири на Тройния съюз (Кашиас, аржентинеца Хуан Андрес Гели и Обес и уругваеца Енрике Кастро) изпращат съобщение до Солано Лопес, изисквайки капитулация, но Лопес отказва и отстъпва към Серо Леон.
Асунсион е окупиран на 1 януари 1869 г. от войските на полковник Ернесту Ермис да Фонсека, баща на бъдещия бразилски маршал Ермис да Фонсека. На петия ден след овладяването на града, Кашиас влиза в парагвайската столица с останалата част от армията, и 13 дни по-късно предава команването ѝ.

### Краят на войната
За командващ на бразилските войски в посредния етап на войната е назначен зетят на императора на Бразилия Педру II, Луис Филипи Гастау ди Орлеанс, граф д’Е. Неговата цел е не толкова пълния разгром на Парагвай, колкото засилването на бразилските позиции в региона. През август 1869 г., Тройният союз установява в Асунсион временно правителство на Парагвай, начело на което застава Сирило Антонио Риварола.
Франсиско Солано Лопес продължава войната в планините на североизток от Асунсион. В течение на една година, съюзническата армия на граф д'Е с численост 21 000 души, се бори със съпротивата на парагвайците. В битките при Пирибебуѝ и Акоста Ню, от парагвайска страна загиват над 5000 души – голяма част от тях са деца, призовани в армията.
Два отряда са изпратени в преследване на Солано Лопес, който се оттегля с 200 души в горите на север. На 1 март 1870 г., войските на генерал Жузе Антониу Корея да Камара изненадват последния парагвайски лагер край Серо Кора̀. По време на последвалото сражение, Лопес е ранен и откъснат от останалата част от войската. Твърде слаб, за да ходи, той е придружен от съветника си и двама офицери, които го довеждат до брега на река Акуидабангуи. Офицерите оставят Лопес и съветника му, за да потърсят подкрепления, но докато се завърнат, пристига генерал Камара с малък отряд войници. Генералът предлага на Лопес да се предаде и гарантира живота му, но диктаторът отказва и с викове „¡Muero con mi patria!“ („Аз ще умра с родината си!“), се опитва да атакува Камара със сабята си. Лопес бързо е убит от хората на Камара, с което окончателно се слага край на дългия конфликт.

## Последици
Резултатът от войната е пълно поражение на Парагвай. След победата на Тройния съюз в конвенционалната война, конфликтът се превръща в продължителна партизанска съпротива, която унищожава парагвайската войска и цивилно население. На Парагвай са нужни десетилетия да се възстанови от политическия хаос и демографския дисбаланс, в които изпада. Една от първите южноамерикански републики, Парагвай избира първия си демократичен президент едва през 1993 година. И до днес, страната остава една от най-бедните държави в Латинска Америка.
В Бразилия, войната спомага за края на робството, дава на военните ключова роля в обществото, води до сериозно намаляване на икономическия растеж на страната и пагубно увеличение на държавния дълг, който се изплаща с десетилетия. Смята се, че войната изиграва ключова роля за консолидирането на Аржентина като национална държава. След войната, страната става втората най-богата нация в Латинска Америка (на първо място е Бразилия). За Уругвай, това е последният път, когато Бразилия и Аржентина поемат такава интервенционистка роля във вътрешната ѝ политика.
Политическият вакуум в Парагвай първовачално е доминиран от оцелелите от Парагвайския легион. По време на войната, тази група изгнаници, със седалище в Буенос Айрес, счита Солано Лопес за вманиачен тиранин и се сражава на страната на съюзниците. Групата създава временно правителство през 1869 г., под покровителството предимно на Бразилия и подписва мирните споразумения от 1870 г., с които на Парагвай се гарантира независимост и свободно речно корабоплаване. През същата година е обнародвана конституция, но тя се оказва неефективна заради външния произход на либералните и ̀и демократични принципи.
Настъпва застой и бразилската армия, която има пълен контрол над територията на Парагвай, остава в страната в продължение на шест години, след победата си през 1870 г. Бразилците напускат през 1876 г. с цел да гарантират съществуването на Парагвай като самостоятелна държава. През това време, възможността за въоръжен конфликт с Аржентина за контрола над Парагвай става все по-реална, тъй като Аржентина иска да присъедини региона Чако, но е спряна от присъствието на бразилската армия.
Разрушените от войната парагвайски села са изоставени и оцелелите селяни се преместват към покрайнините на Асунсион. Други земи са продадени на чужденци, главно аржентинци, и превърнати в имоти. Парагвайската промишленост се разпада.
Пазарите се отварят за британски стоки и страната е принудена за първи път да вземе външни заеми, на обща стойност един милион британски лири. В действителност, Великобритания може да се разглежда като страната, която е облагодетелствана най-много от войната – премахната е парагвайската заплаха за нейните интереси, Бразилия и Аржентина навлизат в огромен дълг (модел, който продължава и до днес). Бразилия изплаща всички заеми към Великобритания едва в ерата на президента Жетулиу Варгас.
Бразилия плаща висока цена за победата. Войната е финансирана от Лондонската банка, както и от Baring Brothers и N M Rothschild & Sons. През петте години война, бразилските разходи двукратно надхвърлят приходите, което води до финансова криза. Робството е подкопано като система в Бразилия – много роби са освобоодени, за да служат в армията по време на войната.
Бразилската армия израства като нова и значителна сила в националния живот. Тя се превръща в силна институция, която с войната придобива традиция и вътрешно единство, и заема значителна роля в по-късното развитие на историята на страната.
Икономическата депресия и укрепването на армията по-късно изиграват голяма роля за свалянето от престола на император Педру II и обявяването на република през 1889 година. Генерал Деодору да Фонсека става първия бразилски президент.
През декември 1975 г., когато президентите Ернесту Гайзел и Алфредо Стреснер подписват договор за приятелство и сътрудничество,  бразилското правителство връща пленените военни трофеи на Парагвай, с изключение на парагвайските национални архиви, които са били отнети по време на плячкосването на Асунсион и пренесени в Националната библиотека в Рио де Жанейро.
Войната продължава да бъде противоречива тема – особено в Парагвай, където е смятана едновременно за героична борба за правата на по-малък народ срещу агресията на по-мощните съседи, и за глупав опит за война без шансове да бъде спечелена и която унищожава почти цялата нация. В Аржентина, много аржентинци считат конфликта като война на Митре за завоевания, а не като отговор на агресия. Те припомнят, че Солано Лопес, вярвайки, че ще има поддръжката на Митре, се възползва от възможността да атакува Бразилия – когато Митре използва аржентинския флот да откаже достъп до Рио де ла Плата на бразилските кораби в началото на 1865 г., като по този начин се слага началото на войната.
Войната се отразява и върху търговията с мате. Още от колониални времена, мате е ценен продукт за Парагвай и генерира значителни приходи за страната. Войната довежда до рязък спад в събирането му – до 95% между 1865 и 1867 г. Това може да се дължи до голяма степен на широкото му използване от войниците, които са използвали културата за притъпяване на глада и облекчаване на болките и изтощението. След края на войната, Парагвай е демографски и икономически опустошен. Това дава възможност на чуждестранните предприемачи да поемат контрола върху производството на мате и промишлеността в Парагвай. В допълнение на това, голяма част от изгубените в полза на Аржентина и Бразилия 156 415 km2 са богати на мате, и към края на 19 век Бразилия става водещия производител на културата.

### Териториални изменения
След поражението на Парагвай през 1870 г., Аржентина иска да наложи една от тайните клаузи на Договора на Тройния съюз, който ѝ разрешава да анексира голяма част от Гран Чако – област, богата на кебрачо (дърво, чиито вещества се използват в дъбенето на кожа). Аржентинските преговарящи предлагат на Бразилия Парагвай да бъде разделен на две, като всеки от победителите включи половината към своята територия. Бразилското правителство обаче, не приема тази идея по две причини: първо, Бразилия има желание да поддържа добри търговски отношения с Великобритания – която няма да е съгласна с изчезването от картата на държава, която ѝ дължи такава голяма сума. Второ, бразилците искат да запазят Парагвай като буфер между страната си и Аржентина. По този начин, предложението е отхвърлено.
В крайна сметка, следвоенната граница между Парагвай и Аржентина е решена след дълги преговори, които приключват на 3 февруари 1876 г. с договор, който предава на Аржентина приблизително една трета от първоначално исканата от нея площ. Единственият район, за който не е постигнат консенсус (областта между Рио Верде и основния ръкав на Рио Пилкомайо) е решен на арбитраж от президента на САЩ Ръдърфорд Хейс, който го обявява за притежание на Парагвай (парагвайския департамент Пресиденте Хейс е наречен в негова чест). Бразилия подписва отделен мирен договор с Парагвай на 9 януари 1872 г., в който получава правото на свободно корабоплаване по река Парагвай. Бразилия също така заема границите, предявени от нея преди войната. Договорът включва и задължението от изплащане на репарации на бразилското правителство, но впоследствие те са отменени от президента Жетулиу Варгас през 1943 г. в знак на добра воля.
С анексията на част от парагвайските земи, Аржентина става най-силната страна в басейна на Рио де ла Плата.
Като цяло, Аржентина и Бразилия отнемат около 140 000 km2 от територията на Парагвай: Аржентина взима голяма част от региона Мисионес, част от Чако – между реките Бермехо и Пилкомайо, и областта, която днес представлява провинция Формоса. Бразилия разширява провинцията си Мату Гросу, с твърдението, че тези територии са били спорни преди войната. Двете страни изискват големи компенсации (които никога не са платени) и окупират Парагвай до 1876 година. В същото време, партията Колорадо придобива политически контрол над Уругвай, който запазва до 1958 г.

### Смъртност
В края на войната, Парагвай страда от остър недостиг на оръжия и материали. Лопес реагира с драконовски мерки да запази реда, като заповядва войниците да убиват всеки, включително офицерите, който говори за предаване. В резултат на това, в армията се разпространява параноя, и войската се сражава до пълното си унищожение. Парагвай претърпява огромни човешки загуби, като може би губи по-голямата част от населението.
Точният брой на жертвите е силно оспорван. Изчислено е, че умират около 300 000 парагвайци, предимно цивилни. Също така войната причинява смъртта на може би до 90% от мъжкото население, макар че тази цифра не е подкрепена с потвърдени изчисления. Според една от прибизителните оценки, преди войната парагвайското население е около 525 000 души (14 различни изчисления дават от 300 000 до 1 337 000 души; изчисленията на Ф. Шартран са на базата на преброяването на населението и военните сили от 1879 г. и дават между 700 и 800 000 жители.). Преброяването от 1881 г. дава 221 079 жители, от които 106 254 жени, 86 079 деца (без да е указано дали момичета или момчета и горната граница на годините) и 28 746 мъже. Тези цифри, като се има предвид конкретната ситуация, не са нищо повече от груба сметка: много мъже и момчета бягат по време на войната във вътрешността на страната и горите. Точните числа едва ли някога могат да бъдат определени.
Проучване от 1999 г. на д-р Томас Уигъм от университета на Джорджия, публикувано в Latin American Research Review под заглавие „The Paraguayan Rosetta Stone: New Evidence on the Demographics of the Paraguayan War, 1864 – 1870“ и по-късно (през 2002 г.) разработено в есе, озаглавено „Refining the Numbers: A Response to Reber and Kleinpenning“ дава малко по-точни числа. Въз основа на преброяването, извършено след края на войната през 1870 и 1871 г., д-р Уигъм дава много по-ниска стойност от около 150 000 – 160 000 останали живи парагвайци, от които само 28 000 възрастни мъже. Това оставя общо съотношение жена/ мъж 4 към 1, докато в най-опустошените от войната области на страната съотношението е от порядъка на 20 към 1.
По отношение на населението преди войната, д-р Уигъм използва преброяване от 1846 г., за да изчисли (въз основа на прираст на населението от 1,7 – 2,5 процента годишно, каквато е стандартната по това време стойност), че парагвайското население точно преди войната е около 420 000 – 450 000 души. Тази цифра би дала стойност на човешките загуби във войната от 60 до 70% от населението на Парагвай.
От около 123 000 бразилци, които се сражават във войната на Тройния съюз, най-точните оценки са за около 50 хиляди убити. Уругвайските войски наброяват едва 5600 души, от които умират около 3100. Аржентина губи около 18 000 от общо 30 000 войници.
Високите нива на смъртност обаче, не са изцяло резултат от въоръжения конфликт. Лошата храна и много лошата хигиена причиняват по-голямата част от смъртните случаи, много от които се дължат на холерата. Сред бразилците, две трети от починалите във войната умират в болница или по време на поход. В началото на конфликта, повечето от бразилските войници са дошли от северните и североизточните райони на страната. Тази промяна от горещ към студен климат, както и ограничените дажби храна, може би също са фактори, допринесли за големия брой жертви. Питейната вода от реките понякога е фатална за цели батальони на бразилците и прави холерата най-вероятната причина за високата смъртност по време на войната.

## Войната в изкуството
Войната оставя трайни следи в изкуството на страните от региона. Самите военни действия в своите картини изобразяват аржентинските художници Кандидо Лопес и Хосе Игнасио Гармендия, бразилците Витор Мейрелис и Педру Америку, уругваецът Хуан Мануел Бланес. Самият Кандидо Лопес участва във войната като редови войник от аржентинската армия. В една от битките той губи дясната си ръка, и в резултат на това се научава да рисува с лявата.
Войната получава своето отражение и в литературата. Някои произведения получават определена известност – като пример може да се спомене приключенческия роман на италианския писател Емилио Салгари „Duemila Leghe sotto l'America“, повестта на Артър Конан Дойл за Шерлок Холмс „The Adventure of Wisteria Lodge“, където в измислената държава Сан Педро много лесно може да се разпознае Парагвай. Интересно е да се отбележи, че докато Салгари се отнася към парагвайците с явна симпатия, то в повестта на Конан Дойл, диктаторът на Сан Педро е наричан „кръвожаден“.
Съвременната кинематография също разглежда темата за войната. През 2001 г., в Бразилия е сниман филма Netto Perde Sua Alma за генерал Антониу ди Суза Нету. За исторически фон на филма служат събитията от войната на Тройния съюз. Други по-известни филми са Cerro Cora на парагваеца Гилермо Вера (1978 г.), Argentino hasta la muerte на Фернандо Аяла (1971 г.) и документалния The Paraguayan War на Денис Райт (2009 г.).
Войната е една от първите, документирана чрез снимки (прохождащо за това време изкуство), от които е оцеляла само малка част.